# 第36諸兵科連合軍 (ロシア陸軍)
第36諸兵科連合軍（だい36しょへいかれんごうぐん、ロシア語: 36-я общевойсковая армия）は、ロシア陸軍の軍。東部軍管区隷下。

## 概要

### 第二次世界大戦
1941年7月26日、第二次世界大戦の影響に伴い、赤軍の第12狙撃軍団を基幹に第36軍としてロシア・ソビエト連邦社会主義共和国で創設された。
1941年9月から独ソ戦に投入され、ソ連国境を日本軍から防衛した。1945年8月には満洲で降伏した日本軍の武装解除に参加し、戦争犯罪の可能性も指摘されたが戦後に解隊された。

### 冷戦
1976年6月、ソ連地上軍の第86軍団を基幹にチタ州で再編された。 
1989年6月、部隊縮小に伴い、第55軍団に改編された。 

### ロシア陸軍
1992年5月、ソビエト連邦の崩壊とロシアの独立で創設されたロシア陸軍に編入した。
1998年3月、部隊増強に伴い、第36諸兵科連合軍に改編された。
2009年3月、ブリヤート共和国に移駐した。

### ドンバス戦争
2015年2月、ドンバス戦争に投入され、第5独立親衛戦車旅団が東部ドネツィク州デバルツェボを占領した。

### ロシアのウクライナ侵攻

#### 北部・チェルニーヒウ戦線
2022年2月24日、ロシアのウクライナ侵攻ではベラルーシに配備されて攻勢を開始したが、北部チェルニーヒウ州チェルニーヒウ包囲に失敗して撃退された。

#### 北部・キーウ戦線
2022年2月、北部キーウ州ブチャ地区に再配置され、第29諸兵科連合軍、第35諸兵科連合軍と合同で攻勢を開始し、北部キーウ州ブチャ、マカリウ、イルピンを占領した。第37独立親衛自動車化狙撃旅団が団員の半数が死傷する大損害を出し、ユーリ・メドベージェフ旅団長が不満を抱いた団員に戦車で轢かれたとされ、チェチェン共和国のラムザン・カディロフ首長が重傷を負い後送されるメドベージェフ旅団長の動画を投稿し、4月にキーウ州から撤退した。

#### 北東部・イジューム戦線
2022年4月、北東部ハルキウ州イジューム地区に再配置され、第20親衛諸兵科連合軍、第29諸兵科連合軍、第35諸兵科連合軍、第68軍団と合同で攻勢を開始したが、9月上旬にはウクライナ軍が攻勢を開始し、ハルキウ州の大部分を解放された。

#### 東部・南ドネツク戦線
2023年2月、東部ドネツィク州ヴォルノヴァーハ地区に再配置され、ヴフレダールに展開した。6月にはウクライナ軍が攻勢を開始し、第40独立親衛海軍歩兵旅団、作戦戦闘戦術編隊カスカドと合同で防御したが、損害で士気が低下した第37独立親衛自動車化狙撃旅団が火力支援をせずに兵力不足を理由に早めに撤退したため、8月にウロジャイネを解放された。

## 編制
- 第75司令部旅団（ロシア語版）（ウラン・ウデ）
- 第37独立親衛自動車化狙撃旅団（キャフタ）
- 第5独立親衛戦車旅団（ウラン・ウデ）
- 第30砲兵旅団（ロシア語版）
- 第103ミサイル旅団（ロシア語版、英語版）
- 第35親衛対空ミサイル旅団（ロシア語版）
- 第147工兵連隊（キャフタ）
- 第26NBC防護連隊（オノホイ）
- 第78独立整備大隊
- 第30独立スペツナズ中隊
- 第792防空指揮所
- 第729通信センター

## 出身者
- アレクサンドル・ドヴォルニコフ
- アレクサンドル・ルチンスキー
- ヴィタリー・ゲラシモフ
- ミハイル・テプリンスキー